# Arônia
Arônia é o nome dado a três espécies de arbustos de folhas caducas pertencentes à família Rosaceae. Nativas do leste da América do Norte, estas plantas são comumente encontradas em bosques úmidos, pântanos e zonas ribeirinhas. As suas bagas são conhecidas pelo elevado teor de antioxidantes, sendo utilizadas na produção de alimentos e bebidas funcionais.

## Características
As arônias são arbustos resistentes, que atingem entre 1 e 3 metros de altura, com folhas verdes brilhantes que assumem tons avermelhados ou alaranjados no outono. Produzem flores pequenas e brancas, seguidas por frutos escuros e redondos, que amadurecem no final do verão ou início do outono.
As três espécies reconhecidas são:
- Aronia arbutifolia (Arônia-vermelha): Possui frutos vermelhos com menor adstringência.
- Aronia melanocarpa (Arônia-negra): Destaca-se pelos frutos pretos, ricos em antocianinas.
- Aronia prunifolia (Arônia-roxa): Provável híbrido natural entre A. arbutifolia e A. melanocarpa.[1]

## Uso culinário e nutricional
As bagas de arônia são apreciadas pelo seu elevado teor de compostos antioxidantes, como as antocianinas, proantocianidinas e ácido ascórbico. Devido à sua adstringência, os frutos raramente são consumidos crus, mas são amplamente utilizados na preparação de:
- Geleias, compotas e cremes.
- Vinhos e licores.
- Xaropes e sucos concentrados.
- Chás e suplementos alimentares.[2]

Na indústria alimentícia, o extrato de arônia é utilizado como corante natural devido à sua rica pigmentação. Estudos também indicam que a arônia pode contribuir para a saúde cardiovascular, reduzir inflamações e melhorar a função imunológica.

## Cultivo e importância econômica
A arônia é cultivada em larga escala na Polônia, Rússia e outros países da Europa Oriental, que lideram a produção mundial. É uma planta tolerante ao frio e pouco exigente em termos de solo, tornando-se uma escolha popular para cultivo sustentável.
No entanto, devido à semelhança com a planta Prunus virginiana (chokecherry), muitas vezes há confusão entre as duas espécies. A arônia e o chokecherry são apenas distantemente relacionados, e seus frutos têm diferentes propriedades e usos.

## Benefícios para a saúde
As bagas de arônia são ricas em:
- Compostos antioxidantes, que ajudam a combater o estresse oxidativo.
- Vitaminas, como a vitamina C e a vitamina K.
- Minerais, como potássio e manganês.

Estudos sugerem que o consumo regular de arônia pode contribuir para:
- Redução do risco de doenças cardiovasculares.
- Melhoria da saúde metabólica, incluindo controle do açúcar no sangue.
- Propriedades anti-inflamatórias e imunomoduladoras.[4]